# Parusta
Parusta is een geslacht van vlinders van de familie nachtpauwogen (Saturniidae), uit de onderfamilie Saturniinae.

## Soorten
- P. thelxinoe Fawcett, 1915
- P. xanthops Rothschild, 1907